# Emil Kosa junior
Emil Jean Kosa junior (* 28. November 1903 in Paris, Frankreich; † 4. November 1968 in Los Angeles, Vereinigte Staaten) war ein amerikanischer Maler tschechischer Herkunft. Allround-Künstler und Oscar-Preisträger, der sich in Hollywood einen Namen mit Kulissen-Hintergrundmalereien (sog. Matte Painting) und optischen Spezialeffekten gemacht hat.

## Leben und Wirken

### Ausbildung und erste künstlerische Aktivitäten
Kosa kam bereits 1908, als der Vater mit der Familie nach Cape Cod zog, das erste Mal in die Vereinigten Staaten. 1912 übersiedelte die Familie nach Böhmen, wo Kosa junior zum Ende des Ersten Weltkriegs an der Prager Akademie der Schönen Künste erstmals eine künstlerische Ausbildung erhielt. 1921 kehrte Emil Kosa in die USA zurück und ließ sich dort fortbilden. Zum Ende desselben Jahrzehnts ließ sich Kosa in Kalifornien nieder, wo er sich 1927, dem Jahr, in dem er US-amerikanischer Staatsbürger wurde, am California Art Institute von Los Angeles einschrieb. Wieder in Europa, setzte Emil Kosa junior seine Studien an der École des Beaux Arts in Paris bei Pierre Laurens fort. Weiteren Unterricht erhielt er im Bereich moderne Gestaltung und nicht-gegenständliche Malerei bei Frank Kupka. 1928 kehrte Kosa nach Kalifornien heim und heiratete Mary Odisho. Mit seinem Vater Emil Kosa senior fertigte er Wandmalereien an und betrieb ein Geschäft, das sich auf dekorative Kunst für Kirchen und Zuschauersäle spezialisierte. Zu Beginn der 1930er-Jahre freundete sich Kosa junior mit dem auf kalifornische Szenenmalerei spezialisierten Millard Sheets an, der ihn mit Nachdruck für die Aquarellmalerei begeisterte.

### Beim Film
Wenig später knüpfte Kosa auch Kontakt zur Filmbranche und wurde von der Fox Corp. bzw. der daraus hervorgegangenen, späteren Twentieth Century Fox als Verantwortlicher für die Erstellung von Hintergrundmalereien zu Filmkulissen bestellt. In diesem Zusammenhang entwarf Kosa 1933 auch das berühmte, firmeneigene Suchscheinwerfer-Logo („Fox Searchlight Pictures“) und machte sich mit seinem Können als Designer von fotografischen Spezialeffekten in der Branche einen guten Namen. Der Centfox blieb er dreieinhalb Jahrzehnte lang, bis zu seinem todesbedingten Karriereende 1968, treu verbunden. Die Uraufführung des letzten Films mit seiner Beteiligung, dem Musical-Welterfolg Hello Dolly, sollte Emile Kosa nicht mehr erleben.
1964 konnte Emil Kosa jr. für seine Arbeit an der bis 1962 entstandenen, monumentalen Cleopatra-Verfilmung einen Oscar in der Kategorie „Beste visuelle Effekte“ in Empfang nehmen. Kosas berühmtesten Einfall konnte der Zuschauer wenige Jahre später in der Schlussszene des Science-Fiction-Filmklassikers Planet der Affen sehen: Dort lagen die Trümmer der New Yorker Freiheitsstatue auf dem Sandstrand und machten den vor den Affenherrschern entflohenen Menschen klar, dass sie sich nicht auf einem fremden Planeten, sondern auf der Erde befinden – kein Szenenbild-Einfall, sondern eine Kosa-Malerei. Neben seiner intensiven Arbeit für den Film, besonders in seinen letzten zehn Lebensjahren, widmete sich Emil Kosa jr. bis zum Schluss seiner großen Liebe, der Aquarell- und Ölmalerei. Er gewann aber auch mehrere Preise für Bleistiftzeichnungen und Pastellmalereien. Seine Werke fanden Eingang in diverse Galerien sowohl an der amerikanischen West- als auch Ostküste. Sein Porträt des amerikanischen Juristen und Politikers Earl Warren wurde in die National Portrait Gallery von Washington, D.C., aufgenommen.

## Filmografie
- 1958: Das Geschenk der Liebe (The Gift of Love)
- 1959: Die Reise zum Mittelpunkt der Erde (Journey to the Center of the Earth)
- 1959: Das Buch Ruth (The Story of Ruth)
- 1960: Versunkene Welt (The Lost World)
- 1960: Land der tausend Abenteuer (North to Alaska)
- 1961: Zärtlich ist die Nacht (Tender is the Night)
- 1961: Texas-Show (State Fair)
- 1962: Hemingways Abenteuer eines jungen Mannes (Hemingway’s Adventures of a Young Man)
- 1962: 5 Wochen im Ballon (Five Weeks in a Balloon)
- 1962: Cleopatra
- 1963: In Liebe eine 1 (Take Her She’s Mine)
- 1963: Eine zuviel im Bett (Move Over Darling)
- 1964: Immer mit einem anderen (What a Way to Go)
- 1964: Bezwinger des Todes (Fate is the Hunter)
- 1964: Geliebte Brigitte (Dear Brigitte)
- 1964: Eine zuviel im Harem (John Goldfarb, Please Come Home)
- 1964: Kennwort: Morituri (The Saboteur: Code Name Morituri)
- 1964: Colonel von Ryans Express (Von Ryan’s Express)
- 1964: Bitte nicht stören! (Do Not Disturb)
- 1965: Meine Lieder – meine Träume (The Sound of Music)
- 1965: Michelangelo – Inferno und Ekstase (The Agony and the Ecstasy)
- 1965: Derek Flint schickt seine Leiche (Our Man Flint)
- 1965: San Fernando (Stagecoach)
- 1965: Die phantastische Reise (Fantastic Voyage)
- 1966: Das Mondkalb (Way Way Out)
- 1966: Kanonenboot am Yangtse-Kiang (The Sand Pebbles)
- 1966: Caprice (Caprice)
- 1966: Derek Flint – hart wie Feuerstein (In Like Flint)
- 1966: Leitfaden für Seitensprünge (A Guide for the Married Man)
- 1966: Der tolle Mr. Flim-Flam (The Flim-Flam Man)
- 1966: Chikago-Massaker (The St. Valentine’s Massacre)
- 1966: Doktor Dolittle (Dr. Dolittle)
- 1967: Das Tal der Puppen (Valley of the Dolls)
- 1967: Planet der Affen (Planet of the Apes)
- 1967: Das Tal der Puppen (Valley of the Dolls)
- 1967: Die wilden Jahre (The Sweet Ride)
- 1968: Star!
- 1968: Bandolero (Bandolero)
- 1968: Hello Dolly